# Piet Meuwissen
Piet Meuwissen (Hasselt, 23 juni 1909 - Lubbeek, 26 juni 1968) was een Vlaams studentenleider en hoge ambtenaar, actief in de Vlaamse beweging.

## Levensloop
Piet Meuwissen was de zoon van ingenieur Jules Meuwissen (1871-1952), rector van de Rijksuniversiteit Gent (1929-1930) en van Jeanne Willems, medestichtster van de Christelijke sociale vrouwenwerken.
Hij volbracht zijn middelbare studies in Gent (Sint-Lievenscollege) en in Hasselt (Sint-Jozefscollege). Hij studeerde aan de Katholieke Universiteit Leuven van 1928 tot 1936. In 1933 promoveerde hij tot landbouwingenieur. In de volgende jaren werd hij baccalaureus in de thomistische wijsbegeerte en licentiaat in de politieke en sociale wetenschappen, terwijl hij tevens de eerste licentie economische wetenschappen behaalde.
De bekende Belgische vioolbouwer Thomas Meuwissen is zijn kleinzoon.

## Studentenleider
Van 1930 tot 1932 was Meuwissen gouwleider in Oost-Vlaanderen van het Algemeen Katholiek Vlaamsch Studentenverbond (AKVS). Van 1932 tot 1934 leidde hij in Leuven het Katholiek Vlaams Hoogstudentenverbond (KVHV). Hij stichtte de Verbondswacht, een soort knokploeg voor de ordehandhaving bij manifestaties. 
Hij zette zich in om de gespannen verhoudingen te milderen die heersten tussen deze studentenverenigingen en de kerkelijke en academische overheid. Hij moest hierbij toenadering zoeken tot de Katholieke Studenten Actie (KSA) die toen in volle opmars was. Verder moest hij ook verhinderen dat de Vlaamse studentenbeweging zou worden ingepalmd, enerzijds door het Verdinaso, anderzijds door het VNV.

## Beroepsleven
In 1936 verliet Meeuwissen de studentenbeweging en werd secretaris van de minister van Landbouw Gustave Sap. Het jaar daarop werd hij algemeen secretaris van de dissidente landbouworganisatie Boerenfront en hoofdredacteur van haar tijdschrift.
In 1940 benoemde secretaris-generaal voor Landbouw, Emiel De Winter, hem tot hoofd van de Nationale Landbouw- en Voedingscorporatie, waardoor hij een belangrijke rol speelde in de voedselproductie en -distributie binnen het bezette België. Hij sloot zich in die periode ook aan bij het VNV.
Na de Bevrijding werd hij ingerekend en veroordeeld tot vijf jaar hechtenis (voor een gedeelte voorwaardelijk). In 1964 verkreeg hij eerherstel.
Na eerst in de industrie bedrijfsleider te zijn geweest, werd hij in 1962 directeur van wat in 1965 de 'Gemeentedienst van België' werd, een dienstverlener in de schoot van de Vereniging van Belgische Steden en Gemeenten.
In mei 1967 werd hij organisatorisch coördinator bij de krant De Standaard, maar het jaar daarop overleed hij aan de gevolgen van een auto-ongeval.